# Helmut Haller
Helmut Haller (Augsburgo, 21 de julio de 1939-Augsburgo, 11 de octubre de 2012), considerado uno de los históricos futbolistas alemanes.

## Trayectoria
Su carrera comenzó en el FC Augsburg, el conjunto de su ciudad natal donde se formaría como futbolista, principalmente en la posición de centrodelantero. Sus grandes actuaciones en el campeonato alemán y en el Mundial de Chile 1962 motivaron su fichaje por el Bologna FC italiano, debutando en Serie A un 16 de septiembre de 1962 con victoria frente al LR Vicenza por 3 goles a 2.
En las filas del Bologna FC, donde se volvería todo un ídolo del club, con 295 partidos oficiales disputados y 80 goles anotados, conquistaría el Scudetto de 1964, siendo nombrado además mejor futbolista del año.
Con 29 años de edad, Haller pasaría a filas de la Juventus de Turín debutando con el equipo el 6 de diciembre de 1968 con empate contra Palermo 0-0.
En la Vecchia Signora disputaría un total de 170 partidos anotando 32 goles y obtendría el reconocimiento de los tifosi por su esfuerzo en los partidos, a pesar de que el planteamiento táctico del entrenador paraguayo Heriberto Herrera no lo favoreciese en un principio. Destacaría por su juego finalmente en las temporadas 1971-72 y 1972-73, bajo la guía del checo Čestmír Vycpálek, siendo uno de los pilares del bicampeonato de la entidad.
En 1973 retornó a Alemania para acabar su carrera deportiva en el club donde se formó como futbolista: el FC Augsburg.

## Selección nacional
Con la selección alemana debutó el 24 de septiembre de 1958 con empate frente a Dinamarca. Defendió a la Mannschaft en tres Copas del Mundo (Chile 1962, Inglaterra 1966 y México 1970) destacando por su juego en el 2.º de los nombrados, llegando a disputar incluso la final del certamen. Sería 33 veces internacional por su país.

## Clubes
| Club             | País     | Año         |
| ---------------- | -------- | ----------- |
| FC Augsburg      | Alemania | 1957 - 1962 |
| Bologna          | Italia   | 1962 - 1968 |
| Juventus         | Italia   | 1968 - 1973 |
| FC Augsburg      | Alemania | 1973 - 1976 |
| BSV Schwenningen | Alemania | 1976 - 1977 |
| FC Augsburg      | Alemania | 1978 - 1979 |

## Palmarés
- 3 Scudettos: 1964 (Bologna); 1972 y 1973 (Juventus).